# Smilax extensa
Smilax extensa är en enhjärtbladig växtart som beskrevs av Nathaniel Wallich och Joseph Dalton Hooker. Smilax extensa ingår i släktet Smilax och familjen Smilacaceae. Inga underarter finns listade.